# Любчо Балкоски
Любчо Балкоски (на македонска литературна норма: Љупчо Балкоски) е архитект и политик от Северна Македония.

## Биография
Роден е през 1966 година в град Струга. Завършва Архитектурен факултет през 1994 година. Първоначално работи в министерството на строителството. Между 2000 и 2002 е министър на транспорта и връзките на Република Македония. Членува във ВМРО-НП. 